# Serhiy Hryn
Serhiy Mykhailovych Hryn, né le 27 décembre 1981 à Kiev, est un rameur ukrainien.

## Palmarès

### Jeux olympiques
- 2004, à Athènes ( Grèce)
  -   Médaille de bronze en Quatre de couple
- 2008, à Pékin ( Chine)
  - 8e en Quatre de couple
- 2012, à Londres ( Angleterre)
  - 9e en Quatre de couple

### Championnats du monde
- 2006, à Eton ( Angleterre)
  -   Médaille d'argent en Quatre de couple

### Championnats d'Europe
- 2008, à Marathon ( Grèce)
  -   Médaille de bronze en Quatre de couple
- 2009, à Brest ( Biélorussie)
  -   Médaille d'or en Quatre de couple
- 2010, à Montemor-o-Velho ( Portugal)
  -   Médaille de bronze en Quatre de couple
- 2015, à Poznań ( Pologne)
  -   Médaille de bronze en Quatre de couple